# بین‌النهرین ۵۶۰۰۰
سیارک ۵۶۰۰۰ (به انگلیسی: 56000 Mesopotamia، نامگذاری:1998SN144) پنجاه و شش هزارمین سیارک کشف شده‌است که در ۲۰ سپتامبر ۱۹۹۸ کشف شد.